# Rubus suberectus
Rubus suberectus är en rosväxtart som beskrevs av G. Anders. och Smith. Rubus suberectus ingår i släktet rubusar, och familjen rosväxter. Inga underarter finns listade i Catalogue of Life.